# Karol Maliszewski
Karol Maliszewski (Nowa Ruda, 27 de julio de 1960)-es un poeta polaco, prosista, crítico literario, erudito literario.

## Biografía
Nació en Nowa Ruda en Baja Silesia. Hijo de Franciszek Maliszewski, sastre, y Stanisława Maliszewska, de soltera Pieróg, también costurera. En 1975, se matriculó en una escuela secundaria general en Nowa Ruda. Después de graduarse de la escuela secundaria en 1979, estudió filología polaca en la Universidad de Wrocław durante un corto tiempo. En 1980 trabajó como ayudante de hormigonera en Varsovia, y luego como trabajador temporal en una granja en Sudetes. En 1981 se casa con Apolonia Piórkowska, bibliotecaria, de la que se divorcia en 2008.
En 1981, comenzó a estudiar filosofía en Universidad de Breslavia, donde obtuvo su maestría en 1987. Desde ese año se dedica a la educación, inicialmente fue tutor en una sala de día en la Escuela Primaria, y desde 1989 enseña polaco en Nowa Ruda. Primero en la Escuela Primaria N° 7, y luego en la Escuela Primaria N° 3, donde también impartió clases de Historia. Karol Maliszewski completó estudios de posgrado en Estudios Polacos en Universidad de Opole en los años 1993–1995.
En 1993 se convirtió en miembro Asociación de Escritores Polacos, era miembro de la Junta Principal y en la sucursal de Wrocław de la asociación actuó como presidente del comité de publicaciones. En 2000 se convirtió en profesor de literatura polaca contemporánea en Colegio Karkonoski en Jelenia Góra. En 2001, comenzó a impartir talleres de poesía en Estudio literario y artístico a Universidad Jagellónica en Cracovia. En 2003, obtuvo un doctorado en humanidades en Universidad de Wrocław sobre la base de la disertación titulada Tras la pista de una nueva conciencia poética. Sobre la poesía de la generación bruLion y sus sucesores. El supervisor fue el prof. Jacek Łukasiewicz. Fue becario del Ministerio de KiDzN, gobernador de Wałbrzych y mariscal de la provincia de Baja Silesia. En 2008, comenzó a trabajar como profesor asistente en el Instituto de Periodismo y Comunicación Social de la Universidad de Wrocław. A partir de octubre de 2018, fue habilitado en humanidades en el campo de los estudios literarios.
Desde 2015, Karol Maliszewski y Olga Tokarczuk ellos son los anfitriones Festival Montaña de la Literatura organizado en Nowa Ruda y sus alrededores por la Asociación Cultural "Góry Babel", la ciudad de i Comuna de Nowa Ruda. El programa del festival incluye: campañas educativas, debates, conciertos, paneles, espectáculos, encuentros, Encuentros de Nowa Ruda con la poesía, talleres: cinematográfico, culinario y literario; exposiciones. Karol Maliszewski participó activamente en la vida literaria y cultural. En 1990 fue cofundador Club Literario Ogma de Nowa Ruda.
Karol Maliszewski tiene tres hijos: Magdalena (nacida en 1982), Milena (nacida en 1984) y Kornel (nacida en 1988). Vive en Nowa Ruda.